# Аскаров, Даврон Узгенбаевич
Даврон Узгенбаевич Аскаров (род. 6 января 1988, Киргизская ССР) — киргизский футболист, защитник, тренер.

## Клубная карьера
Взрослую карьеру начал в 2003 году в «Динамо-УВД» (Ош), затем выступал за «Жаштык-Ак-Алтын», «СКА-Шоро», «Дордой-Динамо», «Абдыш-Ата». Сезон 2009/10 провёл во второй команде французского клуба «Тулуза».
В 2010 вернулся в «Дордой», в котором выступал до 2015 года. Неоднократный чемпион и призёр чемпионата Кыргызстана. После ухода из «Дордоя» некоторое время играл в низших дивизионах Турции.
По состоянию на 2018 год был игроком бишкекской «Алги», также работал главным тренером «Алги-2».

## Карьера в сборной
В составе олимпийской сборной Кыргызстана принимал участие в Азиатских играх 2006 года и 2010 года (3 матча).
Дебютировал за сборную Кыргызстана 2 апреля 2006 года в матче Кубка вызова АФК против сборной Пакистана, а всего на том турнире сыграл 5 матчей и стал полуфиналистом. Участник Кубка вызова АФК 2010 года, где сыграл 3 матча. Всего за карьеру в 2006—2014 годах провёл за сборную 40 матчей, не забив ни одного гола.